# Clavette
Clavette és un municipi francès al departament de la Charanta Marítima i a la regió de Nova Aquitània. L'any 2007 tenia 908 habitants.

## Demografia

### Població
El 2007 la població de fet de Clavette era de 908 persones. Hi havia 308 famílies de les quals 52 eren unipersonals (16 homes vivint sols i 36 dones vivint soles), 96 parelles sense fills, 140 parelles amb fills i 20 famílies monoparentals amb fills.
La població ha evolucionat segons el següent gràfic:

### Habitatges
El 2007 hi havia 353 habitatges, 318 eren l'habitatge principal de la família, 14 eren segones residències i 21 estaven desocupats. 330 eren cases i 22 eren apartaments. Dels 318 habitatges principals, 254 estaven ocupats pels seus propietaris, 59 estaven llogats i ocupats pels llogaters i 5 estaven cedits a títol gratuït; 3 tenien una cambra, 20 en tenien dues, 23 en tenien tres, 83 en tenien quatre i 189 en tenien cinc o més. 283 habitatges disposaven pel capbaix d'una plaça de pàrquing. A 112 habitatges hi havia un automòbil i a 193 n'hi havia dos o més.

### Piràmide de població
La piràmide de població per edats i sexe el 2009 era:
| Homes | Edats   | Dones |
| ----- | ------- | ----- |
| 0     | 95 o +  | 0     |
| 4     | 90 a 94 | 8     |
| 0     | 85 a 89 | 4     |
| 0     | 80 a 84 | 0     |
| 8     | 75 a 79 | 4     |
| 8     | 70 a 74 | 16    |
| 16    | 65 a 69 | 16    |
| 12    | 60 a 64 | 8     |
| 12    | 55 a 59 | 24    |
| 16    | 50 a 54 | 8     |
| 32    | 45 a 49 | 28    |
| 36    | 40 a 44 | 36    |
| 36    | 35 a 39 | 40    |
| 8     | 30 a 34 | 32    |
| 36    | 25 a 29 | 24    |
| 12    | 20 a 24 | 8     |
| 24    | 15 a 19 | 32    |
| 24    | 10 a 14 | 52    |
| 28    | 5 a 9   | 36    |
| 24    | 0 a 4   | 20    |

## Economia
El 2007 la població en edat de treballar era de 588 persones, 454 eren actives i 134 eren inactives. De les 454 persones actives 414 estaven ocupades (218 homes i 196 dones) i 40 estaven aturades (20 homes i 20 dones). De les 134 persones inactives 54 estaven jubilades, 39 estaven estudiant i 41 estaven classificades com a «altres inactius».

### Ingressos
El 2009 a Clavette hi havia 404 unitats fiscals que integraven 1.052 persones, la mediana anual d'ingressos fiscals per persona era de 20.292 €.

### Activitats econòmiques
Dels 30 establiments que hi havia el 2007, 1 era d'una empresa extractiva, 2 d'empreses de fabricació d'elements pel transport, 12 d'empreses de construcció, 3 d'empreses de comerç i reparació d'automòbils, 4 d'empreses d'hostatgeria i restauració, 2 d'empreses d'informació i comunicació, 2 d'empreses immobiliàries, 3 d'empreses de serveis i 1 d'una entitat de l'administració pública.
Dels 13 establiments de servei als particulars que hi havia el 2009, 1 era un paleta, 3 guixaires pintors, 2 fusteries, 3 lampisteries, 3 electricistes i 1 restaurant.
L'any 2000 a Clavette hi havia 8 explotacions agrícoles.

## Equipaments sanitaris i escolars
L'únic equipament sanitari que hi havia el 2009 era un hospital de tractaments de mitja durada (seguiment i rehabilitació).
El 2009 hi havia una escola elemental integrada dins d'un grup escolar amb les comunes properes formant una escola dispersa.

## Poblacions properes
El següent diagrama mostra les poblacions més properes.